# Collabium evrardii
Collabium evrardii là một loài thực vật có hoa trong họ Lan. Loài này được (Gagnep.) Aver. mô tả khoa học đầu tiên năm 1999.